# Astroteologia
L'astroteologia és una disciplina que combina els mètodes i aspectes de la ciència espacial amb la teologia sistemàtica. L'astroteologia es refereix a les implicacions teològiques, culturals i ètiques de l'exploració espacial i identifica els elements del mite i la religió en la ciència espacial. L'astroteologia és una "branca multidisciplinària de la teologia que ocupa la relació entre Déu i la creació, especialment la creació de l'univers al llarg del temps". Ted F. Peters considera l'astroteologia com "el punt de trobada entre teòlegs i astrobiòlegs", mentre que A.C. Pieterse descriu el camp com un "forat de cuc profètic que relaciona l'espai-temps amb la transformació escatològica", una teologia de la naturalesa més que una teologia natural.

## Història
A. C. Pieterse proposa l'origen de l'astroteologia en els filòsofs grecs. El teòleg Ted Peters identifica de manera similar els antics debats sobre la pluralitat dels mons (aperoi kosmoi) com un punt de partida per a l'astroteologia, rastrejant-lo des d'Aristòtil fins a Tomàs d'Aquino, Jean Buridan i Guillem d'Occam.
La paraula astroteologia (o astro-teologia) apareix per primera vegada en un tractat del clergue anglicà William Derham. Segons Derham, la tasca d'aquesta disciplina era "glorificar Déu emfatitzant en la immensitat i la magnificència de la creació de Déu". L'astroteologia ha sigut dividida en èpoques cronològiques tant per Derham com posteriorment per Edward Higginson el 1855.

## Relació amb altres àmbits
Segons Ted Peters, l'astroteologia és "com a mínim, una teologia de la ciència espacial", que connectaria amb l'astrobiologia, tot desafiant el concepte d'intel·ligència extraterrestre i participant en discussions sobre l'abast de la creació de Déu, a la vegada que cercaria significats religiosos ocults en experiències seculars.